# Gallspach
Gallspach is een gemeente in de Oostenrijkse deelstaat Opper-Oostenrijk, gelegen in het district Grieskirchen (GR). De gemeente heeft ongeveer 2600 inwoners.

## Geografie
Gallspach heeft een oppervlakte van 6 km². Het ligt in het centrum van het district Opper-Oostenrijk, in het noorden van Oostenrijk en niet ver van de grens met Duitsland.

## Aangrenzende gemeentes
Grieskirchen, Kematen am Innbach, Meggenhofen, Sankt Georgen, Schluesslberg

## Geschiedenis
In de Romeinse tijd hoorte het beboste gedeelte van Gallspach bij het gebied van de Colonia Aurelia Antoniana Ovilabis (Wels), een stad die in de vierde eeuw n. Chr. hoofdstad van de provincie Noricum Ripensis werd. Vermoedelijk was er geen nederzetting vóór de tiende eeuw. Gallspach hoorde tot 1180 bij het hertogdom Beieren/Bayern, vervolgens bij het hertogdom Stiermarken/Steiermark en vanaf 1254 bij het hertogdom Oostenrijk/Oesterreich. Door het vredesverdrag van Schoenbrunn in 1809 kwam Gallspach onder Frans beleid en tussen 1810 en 1816 was een groot gedeelte van de gemeente Gallspach deel van het koningrijk Beieren. 1343/44 werd de parochie gesticht door Eberhard van Walsee. 1439 kreeg Gallspach van koning Albert II van Duitsland het recht, iedere woensdag een weekmarkt te houden. In de zestiende eeuw werd Gallspach een centrum van het protestantisme, bevorderd door de familie Geymann (Geumann), de leenheren van Gallspach van 1354 tot 1633. In de achttiende en de eerste helft van de negentiende eeuw vestigten zich vele wevers en venters van fournituren in de gemeente. Vanaf 1920 ontwikkelde Gallspach zich als een bekend kuuroord (Institut Zeileis). 1992 werd er met succes naar warm water geboord op de grond van het Zeileis gezondheid- en thermaalcentrum.

## Bezienswaardigheden
- Waterkasteel, voor het eerst genoemd 1343, gebouw van de zestiende to de achttiende eeuw met en ronde toren.
- Rooms-katholieke parochiekerk van Sint-Catharina, tot 1638 Sint-Bartolomeus, voor het eerst genoemd 1343, epitafen uit de veertiende tot en met de achttiende eeuw; het schip van de kerk werd 2005 vernieuwd.
- Barokke Mariazuil, eind van de zeventiende eeuw.

## Vooraanstaande figuren met betrekking tot Gallspach
- Johann (Hans) Geumann (omstreeks 1455-1533), tweede grootmeester van de orde van Sint-George met hoofdkwartier in Millstatt/Karinthië.
- Johann Georg Adam baron van Hoheneck (1669-1754), historicus en genealoog.
- Dr. Josef Starzengruber (1806-1877), arts, oprichter van het kuuroord Bad Hall in Opper Oostenrijk.
- Dr. Matthias Friedwagner (1861-1840), hoogleraar (romanistiek), 1900-1911 universiteit van Czernowitz, 1912-1928 Johann Wolfgang Goethe - universiteit Frankfurt/Main.
- Valentin Zeileis (1873-1939), fysicus, oprichter van het electrofysisch instituut (gezondheids- en therapiecentrum) in Gallspach.
- Erwin Burgstaller (1962 geboren), beeldhouwer